# Bergand
Bergand (Aythya marila) är en fågel som tillhör gruppen dykänder inom familjen änder. Den är en flyttfågel som häckar cirkumpolärt i de arktiska och subarktiska regionerna på tundra och i norra gränsen av tajgan. Arten minskar i antal, bland annat mycket kraftigt i Östersjön, men det globala beståndet anses ändå livskraftigt.

## Utseende och läte
Berganden är en medelstor dykand med ganska stort rundat huvud. Den är 42 till 51 centimeter lång och har ett vingspann på 71–80 centimeter. Den adulta fågeln väger mellan 900 och 1250 gram (enligt en annan auktoritet 700 till 1100 g).
Den adulta hanen har svart huvud med grön glans och svart bröst och stjärtparti med blå glans. På många sätt liknar den en stor vigghane, men saknar tofs på huvudet och har ljust gråstrimmig rygg. Den har också längre näbb som är gråblå med svart näbbnagel. Hane i eklipsdräkt har oftast kvar mycket av de adulta karaktärerna men är mycket mattare, spräckligare och dräkten saknar tydliga kontraster.
Den adulta honan är i häckningsdräkt matt kanelbrun, ofta med en något mörkare rygg och gråbrunvattrad kroppssida. Den har en bred vit ring vid näbbroten och till häckningsperioden framträder ofta en ljus kindfläck. Den adulta honans vinterdräkt skiljer sig inte så mycket ifrån häckningsdräkten men den har ofta fint gråbrunvattrad rygg. Hos adulta fåglar är iris klargul och i flykten uppvisar de tydliga vita vingpennor med mörka fjäderspetsar. Juvenilerna liknar honan, men har oftast mindre vitt vid näbbroten, är mörkare på ryggen och har brungul iris.

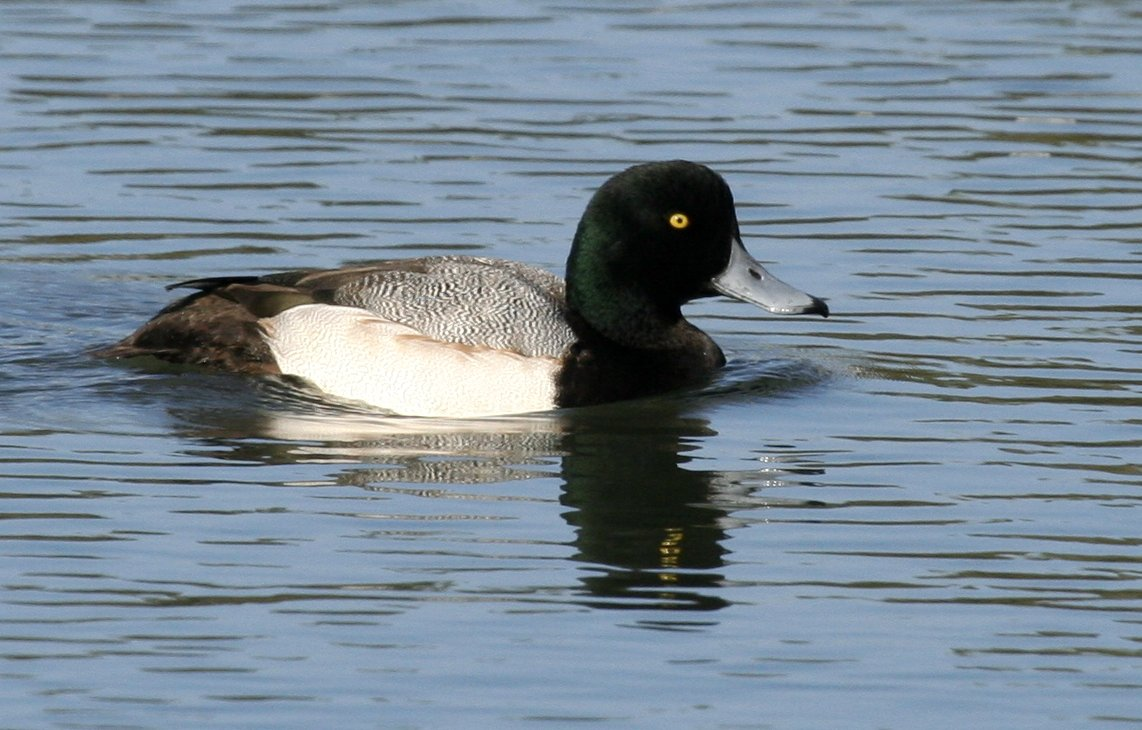
Adult hane i häckningsdräkt
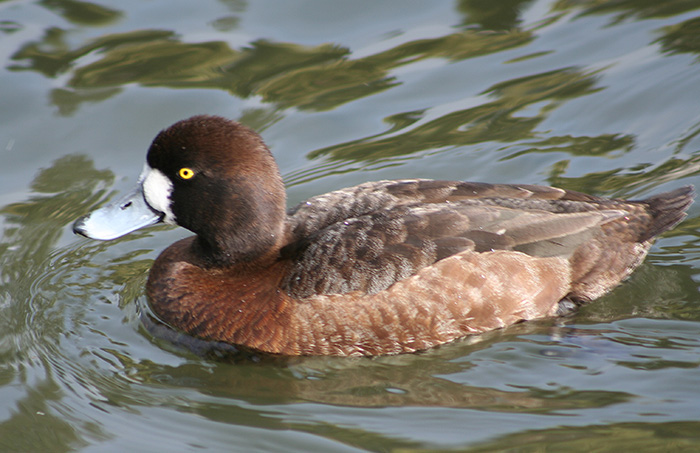
Adult hona
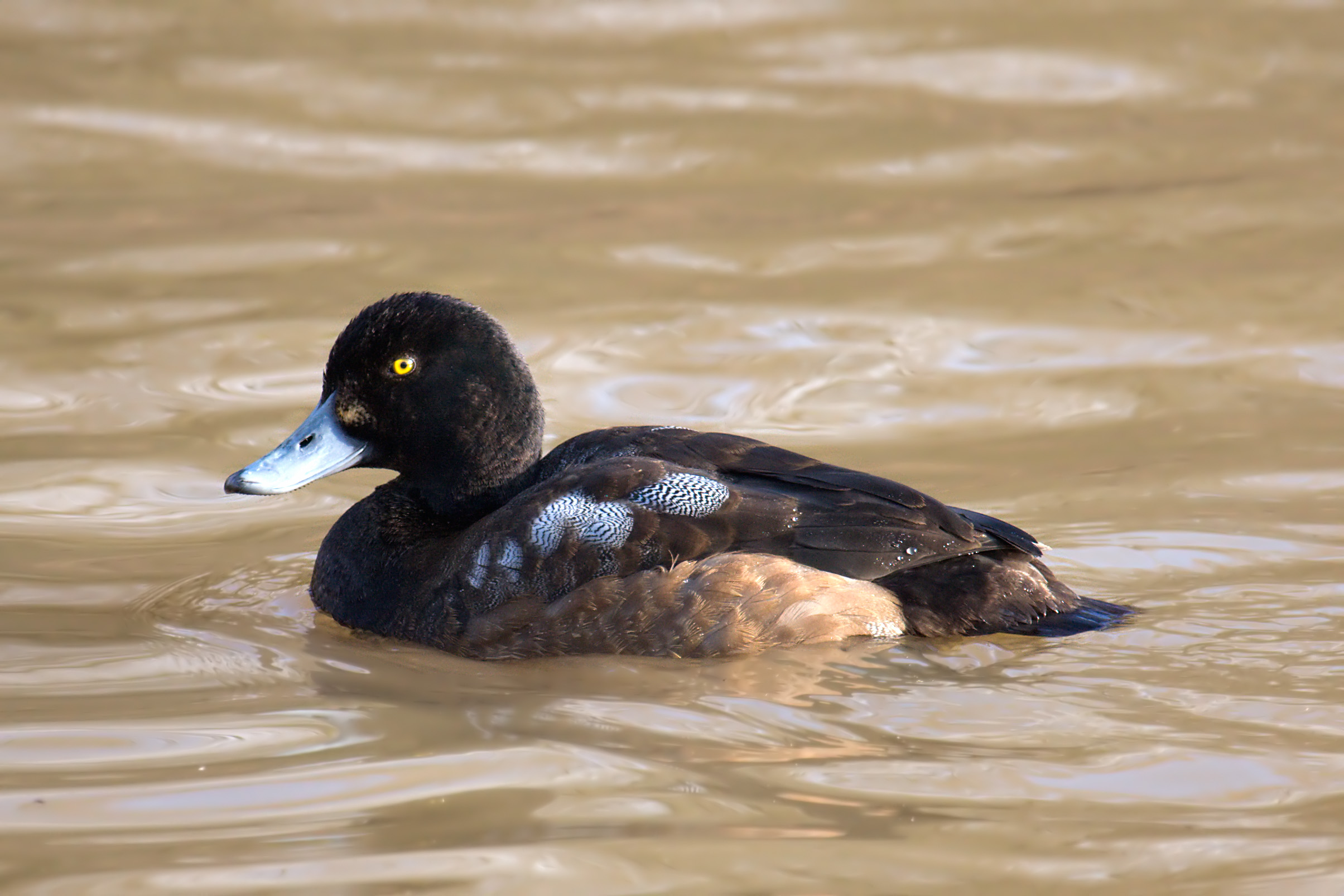
Hane i första levnadsårets vinterdräkt

### Läten
Hanen är relativt tystlåten, med mumlande ljusa toner vid spelet, ibland även ett ejderlikt "pyoh". Honans skorrande läte liknar viggens men är mer utdraget, djupare och hårdare i tonen.

## Utbredning
Berganden är en flyttfågel som häckar cirkumpolärt i de arktiska och subarktiska regionerna på Island, i Skandinavien, Baltikum, norra Asien och Alaska och Kanada. De nordeuropeiska och västasiatiska populationerna befinner sig vintertid utefter kusterna av Storbritannien, södra Norge, Danmark och västkusten av Sverige, I Nordsjön, utefter forna Jugoslaviens kustremsa, i Svarta och Röda havet. Östligare populationer övervintrar i bland annat Kina, Nordkorea, Sydkorea, Japan och Taiwan. Den Nordamerikanska populationen flyttar vintertid till kusterna av Alaska, Kanada, USA och Mexiko.
Arten brukar delas upp i två underarter med följande utbredning:
- vanlig bergand[8]) Aythya marila marila häckar från Skandinavien till floden Lena i Sibirien
- Aythya marila nearctica, häckar i övriga Sibirien och hela Nordamerika; underarten är till sin storlek något mindre än marila

### Förekomst i Sverige
I Sverige häckar berganden framför allt i fjällen, men förekommer också som häckfågel vid Östersjöns kust, med tyngdpunkt från Ångermanland till Västerbotten, men även enstaka par i Uppland, Blekinge och på Gotland. Om vintern återfinner man den främst utefter västkusten och kring Gotland.

## Ekologi

### Biotop

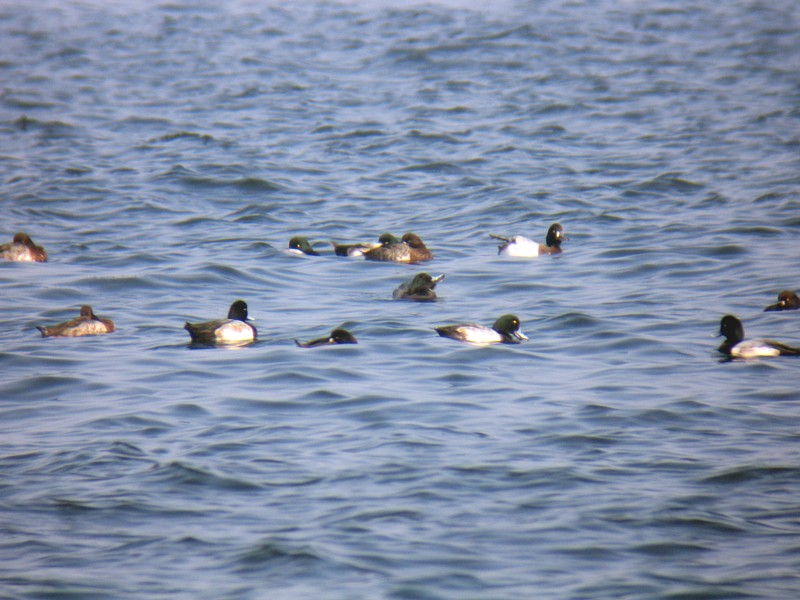
Under vintern samlas ofta berganden i flockar, ofta med andra andarter.

Berganden häckar främst vid sjöar och våtmarker på tundra och i norra gränsen av taigan, men häckar även sparsamt vid kusten vid bräckt vatten i exempelvis Östersjön. Vintern tillbringar de längs havskusterna i tempererade områden. Vintertid samlas de ofta i flockar och inte sällan tillsammans med andra närbesläktade andarter som vigg och ringand.

### Häckning
Bergänder häckar på stränder vid vatten ofta som enstaka par, men tendens till kolonibildning finns i områden med goda häckningsförutsättningar.. Boet placeras ofta under en buske eller i ett buskage. Häckningstiden börjar i maj och slutar i juli, och parbandet upprätthålls under en säsong. Honan lägger åtta till elva ägg, men kullar med sex till 15 ägg har observerats, som hon ruvar i 24 till 25 eller 28 dagar beroende på underart. Ungarna tas främst om hand av honan och de blir flygga efter ungefär 40–45 dagar. Dock blir det självständiga ifrån honan innan dess. Hybridisering mellan andarter är vanligare inom släkte Aythya än hos simänder och berganden hybridiserar bland annat med vigg.

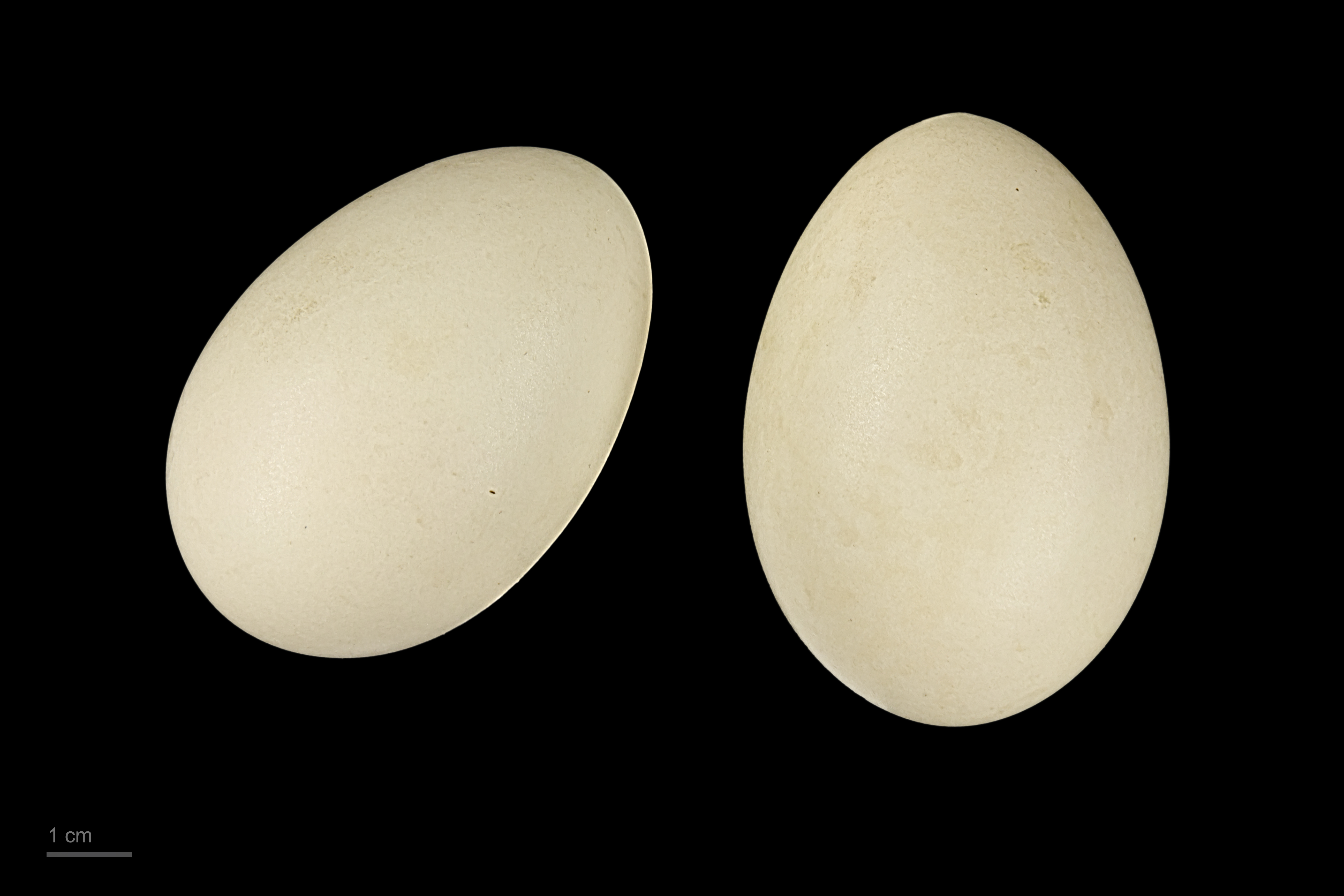
Bergandens ägg.

### Föda
Fågeln livnär sig framförallt av animalisk föda, särskilt musslor, snäckor, kräftdjur och insekter, och i mindre utsträckning även av frön och blad av vattenväxter. De födosöker på grunt vatten, ofta på djup mindre än sex meter.

## Berganden och människan

### Status och hot
Berganden har ett mycket stort utbredningsområde och den globala populationen är stor. Utvecklingstrenden är negativ med trots detta bedöms inte arten vara hotad och IUCN kategoriserar den som livskraftig (LC). Den globala populationen uppskattades i en studie 2016 till 4 920 000–5 130 000 individer. I Europa tros det häcka 180 000 till 190 000 par, varav cirka 85 % i Ryssland.

#### Status i Sverige
I svenska fjällen häckar cirka 1 200 par, i Östersjön från Norrbotten till Ångermanland cirka 200. Denna population anses vara stabil. Söder om Gävle har arten dock minskat mycket kraftigt under hela 1900-talet. Den har helt försvunnit från Stockholms skärgård där det på 1970-talet fanns 100 par. För hundra år sedan häckade den även i Skåne och Småland, och ansågs vara allmän på Öland, Gotland och i Stockholms skärgård. I sin helhet har det svenska beståndet minskat med minst 10 % de senaste 20 åren och så drastiskt de senaste åren att den numera upptas på ArtDatabankens rödlista som starkt hotad (EN).
Orsaken till minskningarna tros vara störningar på häckningslokalerna samt predation från mink. Berganden har en vana att vintertid samlas i mycket stora flockar vilket gör att den är sårbar för eventuella utsläpp. I Sverige är berganden fredad från jakt sedan 1988.

### Namn
Arten har förr, i vissa områden, kallats för hvitbuk och för veling på Gotland. Det vetenskapliga artnamnet marila betyder "aska från kol".